# 天烏烏
《天烏烏》是一首流傳於臺灣、南洋等閩南文化地域的閩南語傳統歌謠。由台灣鄉土民謠作曲家-林福裕，根據閩南話唸謠所譜寫的歌曲。本作品以「天烏烏，欲落雨」（thiⁿ o͘-o͘, beh lo̍h-hō͘）開場，但後續的語句在各地有各自的版本，其中最常見的為「鯽魚要娶妻」 (西北雨直直落，鯽仔魚要娶某) 與「煮泥鰍打破鍋」兩種。
在現代標準漢語意境與用詞下，經常以「天黑黑」稱呼之，如新加坡歌手孫燕姿的華語歌曲《天黑黑》。
台語流行音樂女子樂團宏星特攻隊將《天烏烏》擴充改編為《又擱天黑黑》。

## 歌詞
白話字和臺灣閩南語推薦用字歌詞:
|  |                    |
|  | 天烏烏，欲落雨     |
|  | 阿公仔攑鋤頭欲掘芋 |
|  | 掘啊掘，掘啊掘     |
|  | 掘著一尾旋鰡鼓     |
|  | 咿喲嘿都真正趣味   |
|  | 阿公仔欲煮鹹       |
|  | 阿嬤欲煮汫         |
|  | 兩個相拍弄破鼎     |
|  | 咿喲嘿都鋃鐺拭鐺嗆 |
|  | 哇哈哈             |

現代標準漢語翻譯：
天色暗，要下雨的樣子。祖父扛著鋤頭想要挖芋頭。挖著挖著，挖到了一條泥鰍。真有趣啊！祖父想煮鹹的，祖母卻想煮淡味。他倆就打架，把鍋子都打破了。（金屬相撞擬聲）哇哈哈。